# Greens Norton
Greens Norton – wieś w Anglii, w hrabstwie Northamptonshire, w dystrykcie (unitary authority) West Northamptonshire. Leży 14 km na południowy zachód od miasta Northampton i 94 km na północny zachód od Londynu. W 2001 miejscowość liczyła 1587 mieszkańców.